# Ebersburg
Ebersburg ist eine Gemeinde im osthessischen Landkreis Fulda.

## Geographie

### Geographische Lage
Ebersburg liegt auf 300 bis 689 Meter Höhe in der Rhön zwischen Fulda und Gersfeld.

### Nachbargemeinden
Ebersburg grenzt im Norden an die Gemeinde Künzell, im Osten an die Gemeinde Poppenhausen und die Stadt Gersfeld (alle drei im Landkreis Fulda), im Süden an den Markt Wildflecken und die Gemeinde Motten (beide im Landkreis Bad Kissingen in Bayern), sowie im Westen an die Gemeinden Kalbach und Eichenzell (beide im Landkreis Fulda).

### Gemeindegliederung

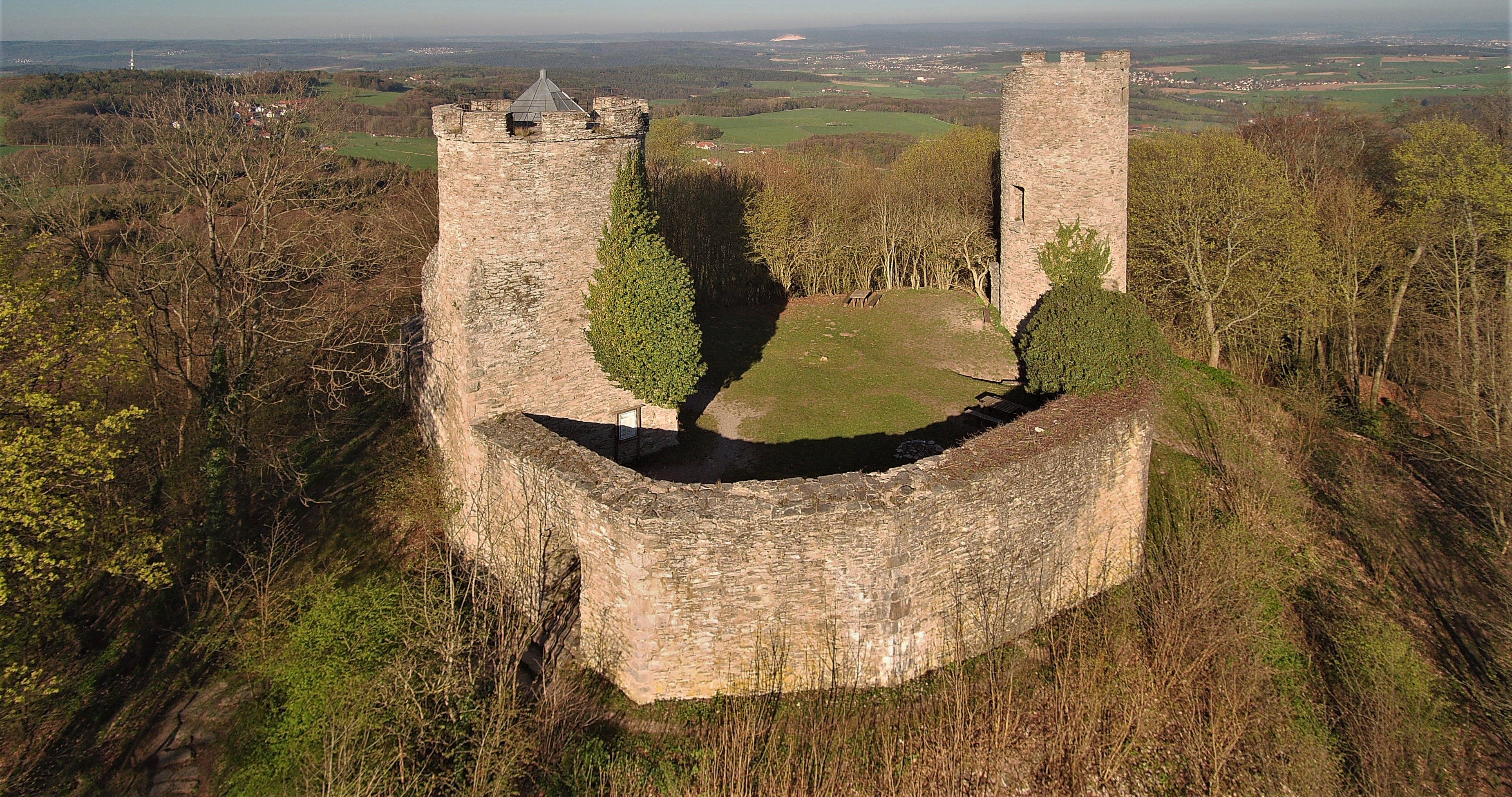
Die namensgebende Ebersburg mit den Ortsteilen Ebersberg und Lüttertal im Hintergrund

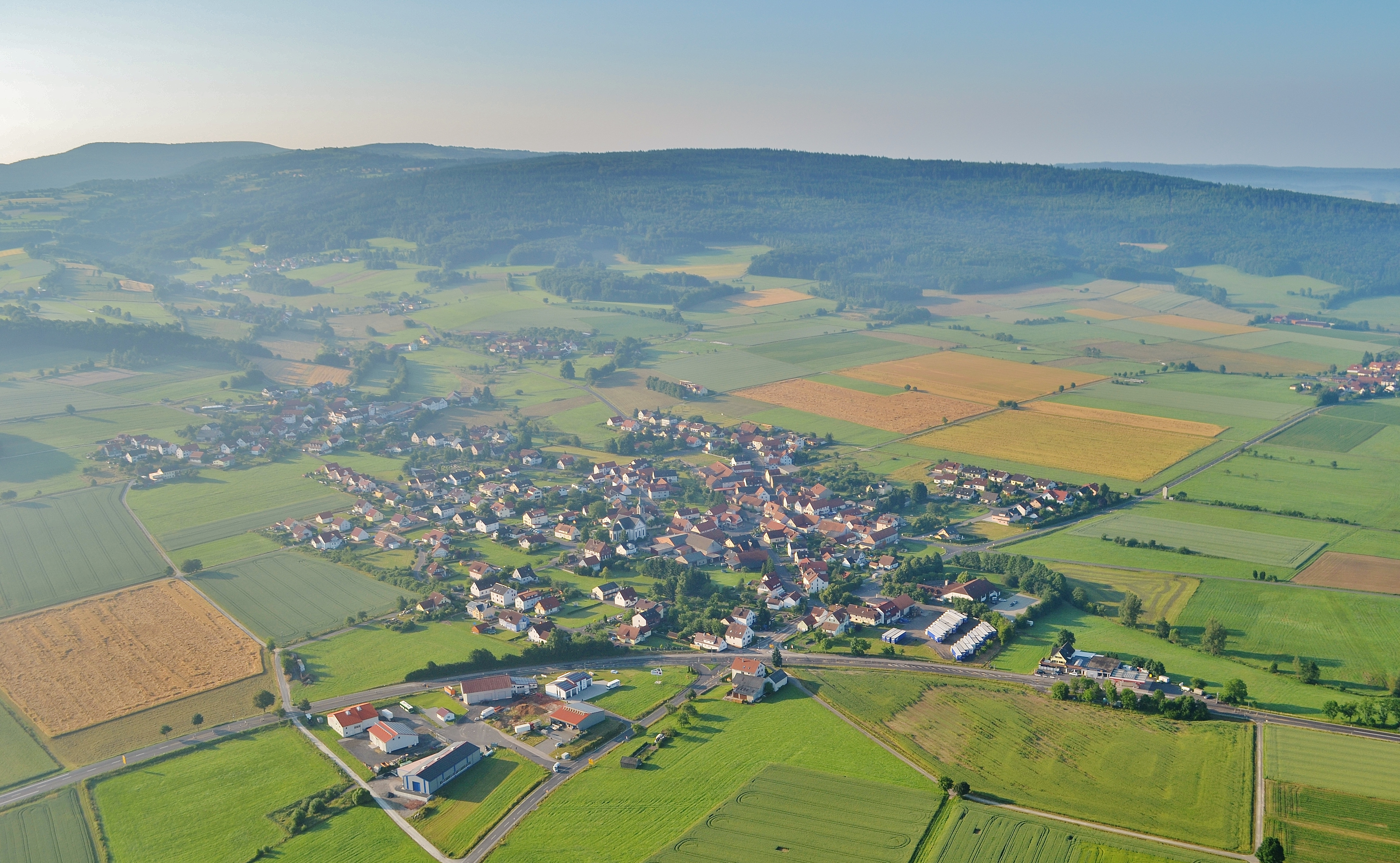
Luftbild Thalau

#### Ebersberg
Ebersberg ist eine Streusiedlung und der flächenmäßig größte Ortsteil der Gemeinde Ebersburg. Es besteht aus mehreren Weilern und hauptsächlich aus Einzelhöfen nördlich der Lütter. An seinem östlichen Ende liegt der Ebersberg mit der Ebersburg, der auf drei Seiten vom Ortsteil Gackenhof (Gemeinde Poppenhausen/Wasserkuppe) umschlossen ist.

#### Ried
In Ried steht eine historisch wertvolle Wehrkirche, eine der am besten erhaltenen Wehranlagen im ganzen Landkreis. Die Kirche stammt aus dem 15. Jahrhundert, im alten Altarraum befindet sich ein Kreuzrippengewölbe. Auch der alte Kirchturm ist erhalten, ebenso die spätmittelalterliche Kirchhofbefestigung mit Mauer.

#### Schmalnau
Schmalnau ist ein großes Rhöndorf am Fluss Fulda mit einer barocken Kirche, die ein wertvolles barockes Altarbild von Johann Andreas Herrlein und einen spätgotischen Taufstein besitzt. Oberhalb des Friedhofs am Fuße des Horstberges befindet sich ein Nachbau der Lourdes-Grotte aus dem Jahre 1993.

#### Thalau
Der Ortsteil Thalau hatte sich schon 1969 freiwillig aus den ehemals selbstständigen Gemeinden Altenhof, Stellberg und Thalau gebildet. Er ist staatlich anerkannter Erholungsort und liegt 360–520 Meter über NN. Hier werden regelmäßig IVV-Wanderwochen durchgeführt. Thalau bietet zehn Rundwanderwege (IVV-Anerkennung) mit unterschiedlicher Länge zwischen 7 und 20 km an.

#### Weyhers
Weyhers ist ein Dorf in der Vorderrhön und liegt 362 Meter hoch am Fuße der Ebersburg. Als es zum Königreich Bayern und später zum Landkreis Gersfeld (aufgelöst 1932) gehörte, hatte es als Gerichtsstandort mit eigenem Gefängnis für die Umgebung größere Bedeutung.

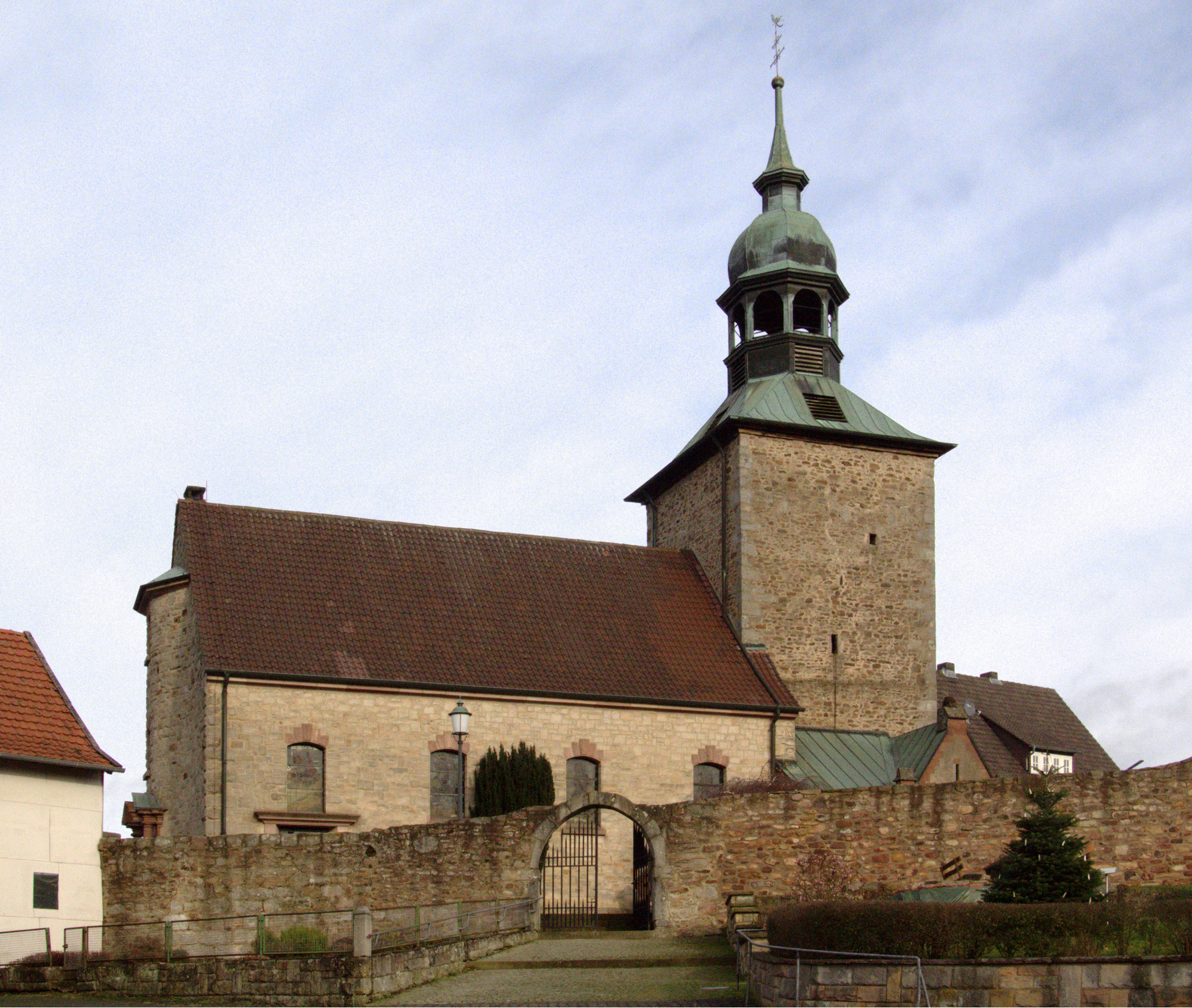
Die katholische Kirche St. Kilian in Ried in Ried
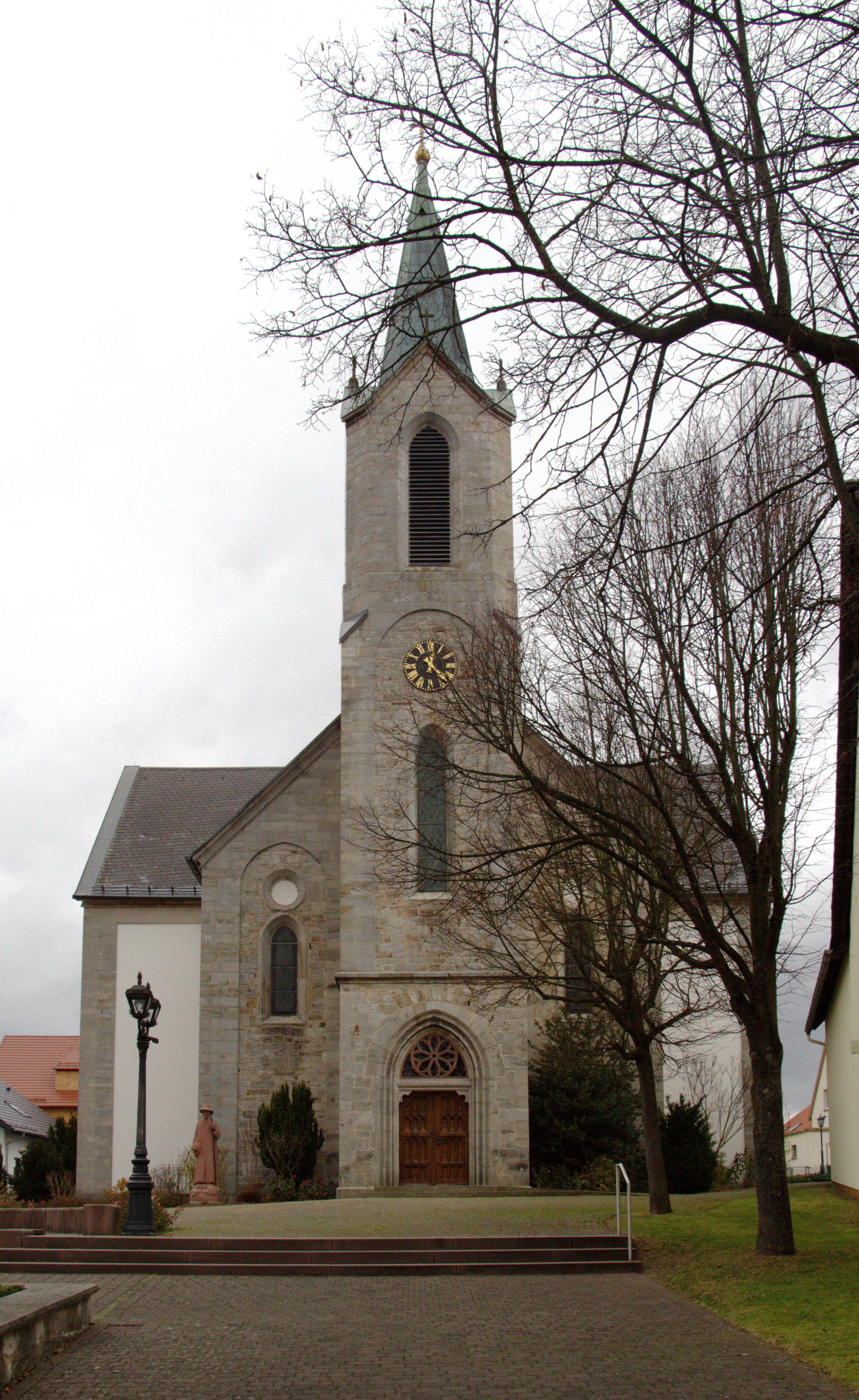
Die katholische Kirche St. Jakobus in Thalau
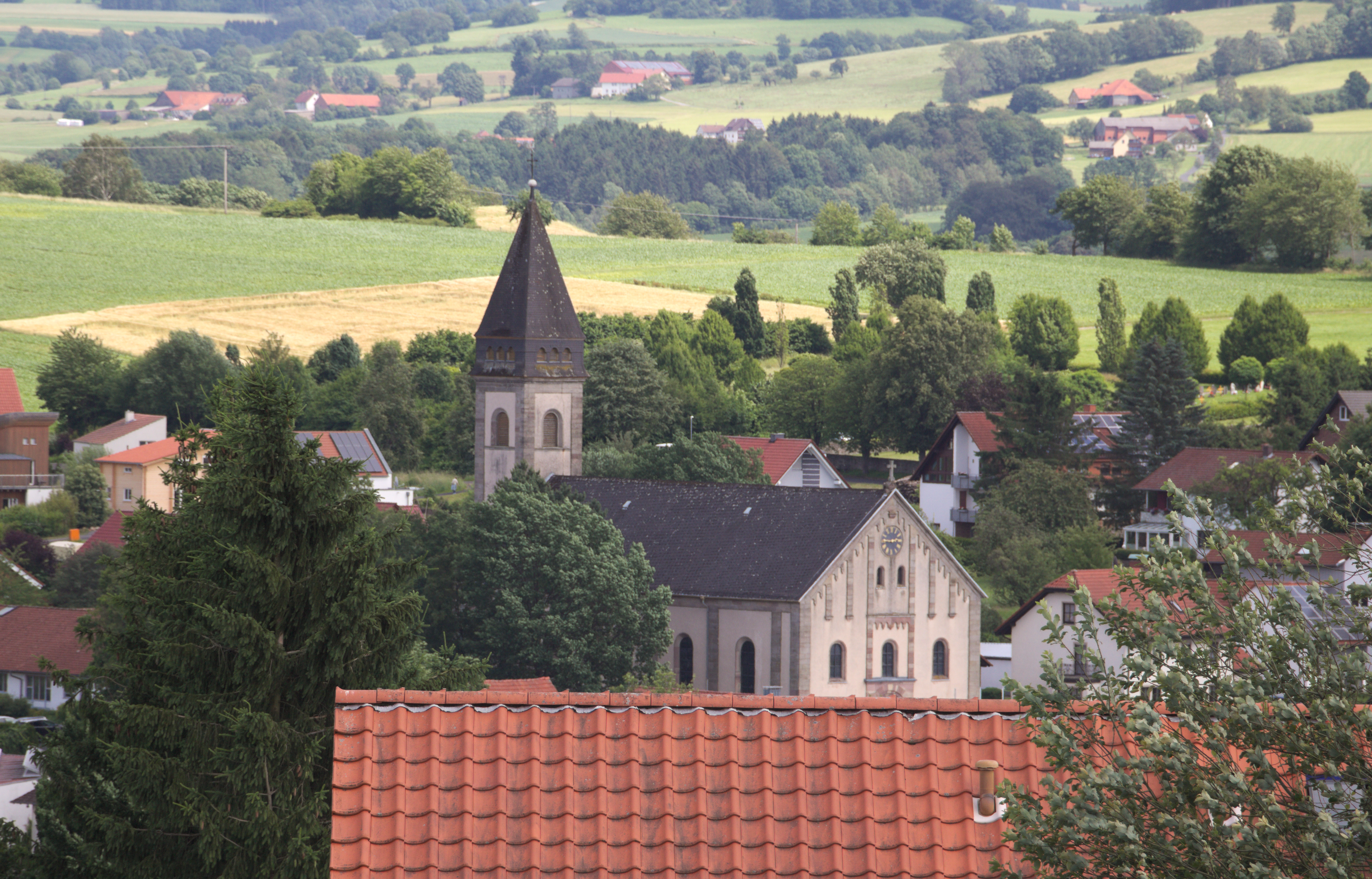
Blick auf Weyhers und die Katholische Kirche St. Bonifatius

## Geschichte

### Gemeindebildung
Die Gemeinde Ebersburg entstand zum 31. Dezember 1971 im Zuge der Gebietsreform in Hessen durch die freiwillige Fusion der bis daheim selbständigen Gemeinden Ebersberg, Ried, Schmalnau, Thalau (Altenhof, Frauenholz, Stellberg und Thalau) und Weyhers. Am 1. August 1972 kam noch die Flur 1 von Gichenbach (Untergichenbach) hinzu. Die Gemeindeverwaltung hat ihren Sitz im Ortsteil Schmalnau. Die neue Gemeinde erhielt ihren Namen nach der Ebersburg, deren Ruine in 689 Meter Höhe auf dem Ebersberg thront. Für die eingegliederten Gemeinden wurde je ein Ortsbezirk gebildet.

### Ausgliederungen
Am 1. August 1972 trat Ebersburg die Alt-Ebersberger Weiler und Höfe Leimbachshof, Leimbachsmühle, Huhnrain, Hettenpaulshof, Unterdanialshof, Oberdanielshof, Wiegerich und Bienhof an die Nachbargemeinde Poppenhausen ab.

## Bevölkerung

### Einwohnerstruktur 2011/2022
Nach den Erhebungen des Zensus 2011 / Zensus 2022 lebten am Stichtag, dem 9. Mai 2011 / 15. Mai 2022, in Ebersburg 4518 / 4650 Einwohner. Darunter waren 62 / 302 (1,4 / 6,5 %) Ausländer, von denen 31 / 92 aus dem EU-Ausland, 21 / 107 aus anderen europäischen Ländern und 12 / 105 aus anderen Staaten kamen./ Nach dem Lebensalter waren 895 / 870 Einwohner unter 18 Jahren, 1850 / 1685 zwischen 18 und 49, 928 / 1113 zwischen 50 und 64 und 841 / 972 Einwohner waren älter./ Die Einwohner lebten in 1805 / 1323 Haushalten. Davon waren 481 / ? Singlehaushalte, 486 / 575 Paare ohne Kindern und 661 / 607 Paare mit Kindern, sowie 145 / 141 Alleinerziehende und 30 / ? Wohngemeinschaften./ In 359 / 217 Haushalten lebten ausschließlich Senioren und in 1220 / 891 Haushaltungen lebten keine Senioren./

### Einwohnerentwicklung
| Ebersburg: Einwohnerzahlen von 1973 bis 2020                                            | Ebersburg: Einwohnerzahlen von 1973 bis 2020 | Ebersburg: Einwohnerzahlen von 1973 bis 2020 | Ebersburg: Einwohnerzahlen von 1973 bis 2020 | Ebersburg: Einwohnerzahlen von 1973 bis 2020 |
| --------------------------------------------------------------------------------------- | -------------------------------------------- | -------------------------------------------- | -------------------------------------------- | -------------------------------------------- |
| Jahr                                                                                    |                                              |                                              |                                              | Einwohner                                    |
| 1973                                                                                    | 1973                                         |                                              | 3.668                                        | 3.668                                        |
| 1975                                                                                    | 1975                                         |                                              | 3.682                                        | 3.682                                        |
| 1980                                                                                    | 1980                                         |                                              | 3.784                                        | 3.784                                        |
| 1985                                                                                    | 1985                                         |                                              | 3.794                                        | 3.794                                        |
| 1990                                                                                    | 1990                                         |                                              | 4.100                                        | 4.100                                        |
| 1995                                                                                    | 1995                                         |                                              | 4.504                                        | 4.504                                        |
| 2000                                                                                    | 2000                                         |                                              | 4.505                                        | 4.505                                        |
| 2005                                                                                    | 2005                                         |                                              | 4.587                                        | 4.587                                        |
| 2010                                                                                    | 2010                                         |                                              | 4.512                                        | 4.512                                        |
| 2011                                                                                    | 2011                                         |                                              | 4.518                                        | 4.518                                        |
| 2015                                                                                    | 2015                                         |                                              | 4.554                                        | 4.554                                        |
| 2020                                                                                    | 2020                                         |                                              | 4.649                                        | 4.649                                        |
| Quelle(n): LAGIS; Hessisches Statistisches Informationssystem; Zensus 2011, Zensus 2022 |                                              |                                              |                                              |                                              |

### Historische Religionszugehörigkeit
- 1987: 314 evangelische (= 8,1 %), 3470 katholische (= 89,1 %), 110 sonstige (= 2,8 %) Einwohner[16]
- 2011: 589 evangelische (= 13,0 %), 3452 katholische (= 76,4 %), 477 sonstige (= 10,6 %) Einwohner[16]
- 2022: 571 evangelische (= 12,3 %), 3087 katholische (= 66,4 %), 660 sonstige (= 21,3 %) Einwohner[17]

## Politik

### Gemeindevertretung
Die Kommunalwahl am 14. März 2021 lieferte folgendes Ergebnis, in Vergleich gesetzt zu früheren Kommunalwahlen:
| Sitzverteilung in der Gemeindevertretung 2021Insgesamt 23 Sitze - SPD: 4 - FWG: 6 - CDU: 13 | Parteien und Wählergemeinschaften | Parteien und Wählergemeinschaften           | % 2021 | Sitze 2021 | % 2016 | Sitze 2016 | % 2011 | Sitze 2011 | % 2006 | Sitze 2006 | % 2001 | Sitze 2001 |
| Sitzverteilung in der Gemeindevertretung 2021Insgesamt 23 Sitze - SPD: 4 - FWG: 6 - CDU: 13 | CDU                               | Christlich Demokratische Union Deutschlands | 55,5   | 13         | 54,5   | 13         | 64,8   | 15         | 63,9   | 15         | 59,3   | 14         |
| Sitzverteilung in der Gemeindevertretung 2021Insgesamt 23 Sitze - SPD: 4 - FWG: 6 - CDU: 13 | SPD                               | Sozialdemokratische Partei Deutschlands     | 19,5   | 4          | 17,9   | 4          | 19,5   | 4          | 16,3   | 4          | 20,8   | 5          |
| Sitzverteilung in der Gemeindevertretung 2021Insgesamt 23 Sitze - SPD: 4 - FWG: 6 - CDU: 13 | FWG-UBN                           | Freie Wählergemeinschaft                    | 25,0   | 6          | 23,4   | 5          | 15,7   | 4          | 19,8   | 4          | 19,8   | 4          |
| Sitzverteilung in der Gemeindevertretung 2021Insgesamt 23 Sitze - SPD: 4 - FWG: 6 - CDU: 13 | REP                               | Die Republikaner                            | —      | —          | 4,3    | 1          | —      | —          | —      | —          | —      | —          |
| Sitzverteilung in der Gemeindevertretung 2021Insgesamt 23 Sitze - SPD: 4 - FWG: 6 - CDU: 13 | Gesamt                            | Gesamt                                      | 100,0  | 23         | 100,0  | 23         | 100,0  | 23         | 100,0  | 23         | 100,0  | 23         |
| Sitzverteilung in der Gemeindevertretung 2021Insgesamt 23 Sitze - SPD: 4 - FWG: 6 - CDU: 13 | Wahlbeteiligung in %              | Wahlbeteiligung in %                        | 64,4   | 64,4       | 64,9   | 64,9       | 55,7   | 55,7       | 63,9   | 63,9       | 67,0   | 67,0       |

### Bürgermeister
Nach der hessischen Kommunalverfassung wird der Bürgermeister für eine sechsjährige Amtszeit gewählt, seit dem Jahr 1993 in einer Direktwahl, und ist Vorsitzender des Gemeindevorstands, dem in der Gemeinde Ebersburg neben dem Bürgermeister der Erste Beigeordnete und fünf weitere ehrenamtliche Beigeordnete angehören. Bürgermeister ist seit dem 1. Oktober 2022 der parteiunabhängige Benjamin Reinhart. Er wurde am 24. April 2022 im ersten Wahlgang als Nachfolger von Brigitte Kram (CDU), die nach vier Amtszeiten nicht mehr zur Wahl angetreten war, bei einer Wahlbeteiligung von 68,56 Prozent mit 55,56 Prozent der Stimmen gewählt.
Amtszeiten der Bürgermeister
- 2022–2028 Benjamin Reinhart[24]
- 1998–2022 Brigitte Kram (bis 2011 mit ihrem Geburtsnamen Brigitte Erb) (CDU)
- 1980–1998: Wilhelm Breitscheidt (CDU)
- 1972–1980: Rudolf Horak (CDU)

### Ortsbeiräte
Für alle als Ortsteil eingemeindeten ehemaligen Gemeinden besteht je ein Ortsbezirk mit Ortsbeirat und Ortsvorsteher, nach Maßgabe der §§ 81 und 82 HGO und des Kommunalwahlgesetzes in der jeweils gültigen Fassung. Die Ortsbezirke entsprechen den Gebieten der Ortsteile.
Die Ortsbeiräte bestehen aus fünf Mitgliedern. Die Ortsbeiräte werden im Rahmen der Kommunalwahlen gewählt. Der Ortsbeirat wählt eines seiner Mitglieder zum Ortsvorsteher bzw. zur Ortsvorsteherin. Für die Wahlergebnisse siehe die entsprechenden Ortsteile.

### Wappen
Der Gemeinde Ebersburg im Landkreis Fulda ist am 23. Januar 1973 vom Hessischen Minister des Innern ein Wappen genehmigt worden:
| Wappen von Ebersburg | Blasonierung: „In Blau ein silberner gequaderter Zinnenturm, belegt mit einer blauen Lilie.“ |
| Wappen von Ebersburg |                                                                                              |

## Kultur und Sehenswürdigkeiten
- Ebersberg (689 m) mit Burgruine Ebersburg
- Siebenschläferkapelle
- Jüdischer Friedhof in Weyhers
- Gemälde der Sybilla von Ebersberg im Sitzungssaal der Gemeindeverwaltung

## Wirtschaft und Infrastruktur
Im Ortsteil Weyhers befindet sich der Hauptsitz des Getränkeherstellers Rhönsprudel. Ebersburg liegt an der Bahnstrecke Fulda–Gersfeld, die Haltestellen Ried und Schmalnau liegen in den gleichnamigen Ortsteilen.
Durch die Ortsteile Ried und Schmalau führen Radwanderwege:
- Der Hessische Radfernweg R1 (Fulda-Radweg) führt über 250 km von den Höhen der Rhön entlang der Fulda bis Bad Karlshafen an der Weser.
- Die regionale Themenroute Gipfeltour verbindet die Wasserkuppe in der Rhön mit dem Hoherodskopf im Vogelsberg.
- Der Hessische Radfernweg R2 (Die Vier-Flüsse-Tour), startet in Biedenkopf und führt über 202 km durch die Flusstäler von Lahn, Lauter, Lüder und Fulda nach Sinntal im Spessart.
- Die D-Route 9 (Weser-Romantische Straße) führt von der Nordsee über Bremen, Kassel, Fulda und das Taubertal nach Füssen im Allgäu (1197 km).

## Persönlichkeiten
- Oskar Baumgarten (1908–1990), geboren in Ritzelshof, Landtagsabgeordneter von 1962 bis 1970
- Stefan Schultes (* 1944), geboren in Thalau, Oberbürgermeister von Ellwangen und Reutlingen
- Gerhard Möller (* 1949), geboren in Weyhers, Oberbürgermeister von Fulda 2003 bis 2015